# Nedre Lothringen
Hertugdømmet Nedre Lothringen opstod i 959, da Hertugdømmet Lothringen blev delt i de to, nemlig Nedre Lothringen og Øvre Lothringen (det nuværende Lorraine). 

## Geografisk område
Nedre Lothringen omfattede størstedelen af det nuværende Belgien. Hertugdømmet strakte sig også langt ind i Tyskland, mens mindre dele af Nederland og Frankrig også hørte til Nedre Lothringen. Den del af nutidens Luxembourg, der ligger ved floden Sauer eller længere mod nord, hørte også med til hertugdømmet. 

## Nedre Lothringen 959 – 1190
Kongerne (de tysk-romerske kejsere) forsøgte at undgå, at der opstod en arvelig hertugslægt. Derfor blev landet ofte forlenet til en ny slægt. Alligevel var en ny hertug ofte søn eller dattersøn af en tidligere hertug. 
Hertugerne kom fra følgende slægter: Matfrieds dynasti (959-972: vicehertuger eller markgrever indtil 965), Karolingerne (976-1012), Huset Ardennerne–Verdun (Wigeriche) (1012-1045), Huset Luxemburg (1046-1065), Huset Ardennerne–Verdun (1065-1076), Salier dynastiet (1076-1087), Huset Boulogne (Ardennerne–Bouillon) (1087-1100), Huset Limburg (1101-1106), Huset Leuven (1106-1129), Huset Limburg (1129-1139) og Huset Leuven (1139-1190). 
Godfred den 4. (hertug 1069-1076) indstillede sin nevø Godfred af Bouillon som sin arving. Godfred af Bouillon var søn af Ida af Bouillon og dattersøn af Godfred den 3. (hertug 1065-1069). Kejser Henrik 4. indsatte imidlertid sin egen søn Konrad som hertug, og Godfred måtte i første omgang nøjes med herredømmet over Antwerpen og Bouillon. Alligevel blev Godfred senere både fyrste (”konge”) af Jerusalem og hertug af Nedre Lothringen, det sidste under navnet Godfred den 5. 

## Hertugdømmet Brabrant 1190-1795
På en rigsdag i Schwäbisch Hall i 1190 opløste kong Henrik 6. af Tyskland hertugdømmet Nedre Lothringen. I stedet opstod der små fyrstbiskopdømmer og nogle verdslige stater. Høflighedstitlen hertug af Nedre Lothringen („Duc de Lothier“) blev givet til Henrik 1. af Brabrant. Henrik var søn af den sidste regerende hertug af Nedre Lothringen. 
Hertugerne af Brabrant (og Lothier) kom fra følgende slægter: Huset Leuven (1184-1406), det yngre hus Burgund (la maison de Valois-Bourgogne) (1406-1482), Huset Habsburg (1482-1740), Maria Theresia af Habsburg og Frans af Lothringen (1740-1780) og Huset Habsburg-Lothringen (1780-1795). 
I den burgundiske periode blev de fleste verdslige stater i det tidligere nedrelothringske hertugdømme samlet under Brabrants ledelse. Ved Marie den Rige af Bourgognes død i 1482 overtog hendes mand Maximilian af Habsburg derfor styret af det meste af Nedre Lothringen. Deres søn Philip den smukke overtog arven i 1494. 
I 1795 erobrede det franske nationalkonvents tropper Brabant og andre belgiske provinser.